# Tirepied
Tirepied is een plaats en voormalige gemeente in het Franse departement Manche (regio Normandië) en telt 693 inwoners (1999). De plaats maakt deel uit van het arrondissement Avranches. Tirepied is op 1 januari 2019 gefuseerd met de gemeente La Gohannière tot de gemeente Tirepied-sur-Sée. 

## Geografie
De oppervlakte van Tirepied bedraagt 18,8 km², de bevolkingsdichtheid is 36,9 inwoners per km².
De onderstaande kaart toont de ligging van Tirepied met de belangrijkste infrastructuur en aangrenzende gemeenten.

## Demografie
Onderstaande figuur toont het verloop van het inwonertal (bron: INSEE-tellingen).